# Seymour Halpern
Seymour Halpern (ur. 19 listopada 1913 w Nowym Jorku, zm. 10 stycznia 1997 w Southampton) – amerykański polityk, członek Partii Republikańskiej.

## Działalność polityczna
Od 1941 do 1954 zasiadał w New York State Senate. W okresie od 3 stycznia 1959 do 3 stycznia 1963 przez dwie kadencje był przedstawicielem 4. okręgu, a następnie do 3 stycznia 1973 przez pięć kadencji przedstawicielem 6. okręgu wyborczego w stanie Nowy Jork w Izbie Reprezentantów Stanów Zjednoczonych.